# Vráž (Boêmia do Sul)
Vráž é uma comuna checa localizada na região da Boêmia do Sul, distrito de Písek.